# La Tigresse (film, 1911)
Pour les articles homonymes, voir La Tigresse.
 (juillet 2025).
Pour plus de détails, voir Fiche technique et Distribution.
La Tigresse (titre original La tigre) est un court métrage muet italien réalisé par Luigi Maggi, sorti en 1911.

## Synopsis
Le film intègre le thème de la Femme fatale.

## Fiche technique
- Titre : La Tigresse
- Titre original : La Tigre
- Réalisation : Luigi Maggi
- Production : Società Anonima Ambrosio
- Pays d'origine :  Royaume d'Italie
- Format : Noir et blanc - Film muet
- Genre : Drame
- Date de sortie : 
  -  Royaume d'Italie : 1911
  -  France : 2 juin 1911

## Distribution
- Alberto Capozzi
- Mary Cleo Tarlarini